# Maria Toríbia
Maria Toríbia (Uceda, s. XII - Torrelaguna, ca. 1175) fou una pagesa castellana, esposa de sant Isidre el Llaurador. És venerada com a beata per l'Església catòlica i coneguda com a Santa María de la Cabeza ("Santa Maria del Cap").

## Biografia
Es desconeix la data de naixement de Maria, però va ser a finals del segle XI o a principis del segle XII. Tampoc se sap amb certesa on va néixer, de fet, diverses poblacions s'han disputat el seu lloc de naixement, com Torrelaguna, Madrid, o Caraquiz, un poblet d'Uceda, a l'actual província de Guadalajara. Sí que va viure a Torrelaguna (Madrid), on conegué un camperol anomenat Isidre, amb qui es casà i tingué un fill, Illan. Segons la llegenda, el nen va caure un dia a un pou profund, i els pares es van posar a pregar perquè no podien fer res més. Miraculosament, el nivell de l'aigua va pujar sobtadament al nivell del terra i el nadó flotant va ser fàcilment rescatat il·lès. Després d'això els dos esposos van fer vot de castedat i practicaren l'abstinència com a forma de devoció, arribant a viure en cases diferents. El seu fill va morir més tard en la infància.
Una història relata que Maria sempre guardava una olla d'estofat a la llar de foc del seu humil habitatge rural. Sabia que el seu marit Isidre portava sovint a casa gent que tenia gana. Un dia va portar a casa més gent amb gana de l'habitual. Després de servir-ne molts, la Maria li va dir que ja no quedava guisat a l'olla. Isidre va insistir que tornés a comprovar l'olla i va poder treure prou estofat per alimentar-los a tots.
La vida durant l'edat mitjana no era fàcil per a les dones. Maria s'encarregava de les tasques domèstiques i de les activitats agrícoles rigoroses. Va confiar molt en el suport del seu marit.
Quan Isidre va morir, el 1130, Maria va viure com a eremita. Se li atribuïen miracles i episodis místics i era tinguda com a santa encara en vida. Va morir prop de Torrelaguna cap al 1175.

## Veneració
Les seves restes van ésser trobades a l'ermita de la Piedad en 1596, d'on foren traslladades al convent franciscà de Torrelaguna en 1615. Arribaren a Madrid en 1645, a l'oratori de l'Ajuntament i en 1769 s'instal·len, ja definitivament, al retaule de la Colegiata de San Isidro, juntament amb les del seu espòs.
Fou beatificada per Innocenci XII l'11 d'agost de 1697, juntament amb Isidre, confirmant-ne el culte amb la butlla Apostolicae servitutis officium. El 15 d'abril de 1752 Benet XIV concedeix ofici i missa pròpies en honor seu. El 1769 les relíquies es van traslladar a la Real Col·legiata de Sant Isidre de Madrid, on romanen per la veneració pública.
El nom popular de María de la Cabeza deriva de la relíquia del seu crani, que es treia en processó com a remei contra la sequera. La seva festivitat és el 9 de setembre i, juntament amb Sant Isidre, també és celebrada el 15 de maig.

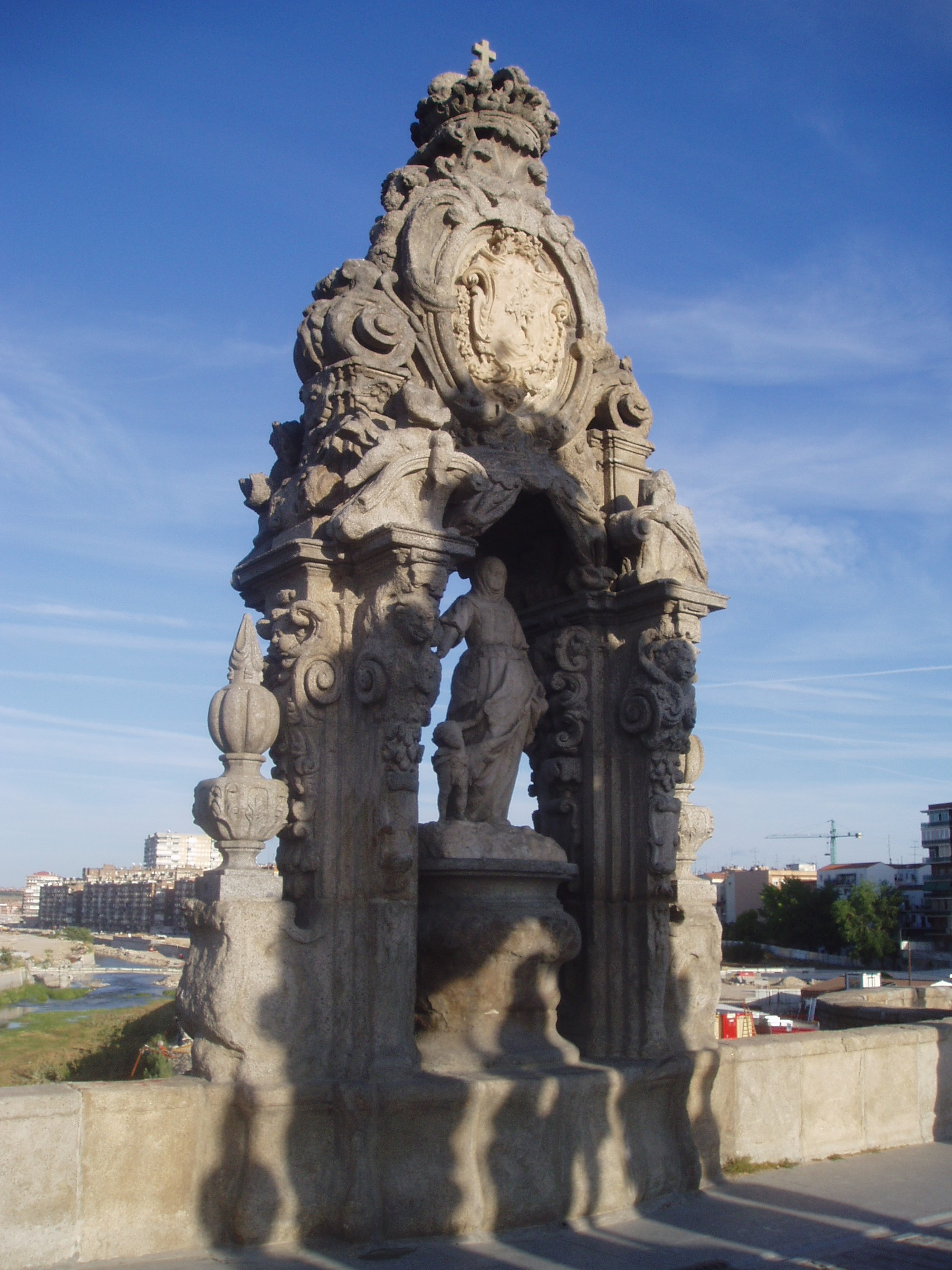
Estàtua de la santa, s. XVIII (Madrid, Pont de Toledo)
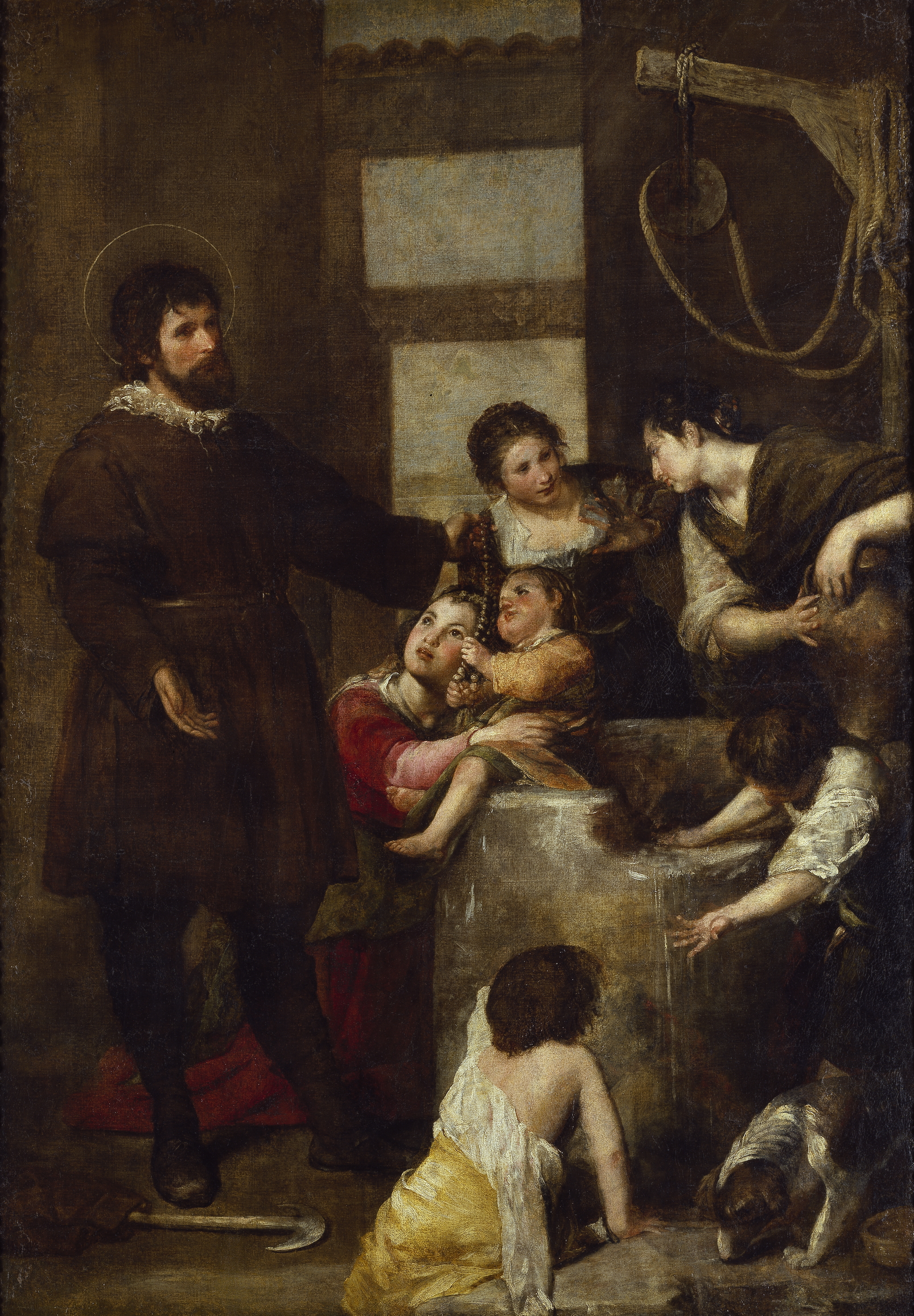
El miracle del pou per Alonso Cano (1648)
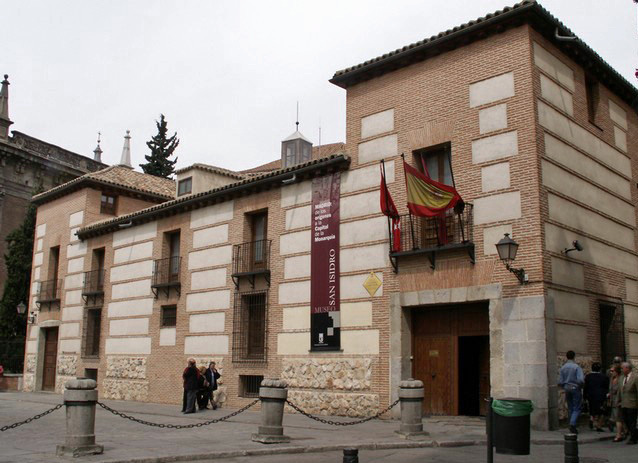
Museo de los Orígenes (Madrid), antiga casa de St. Isidre
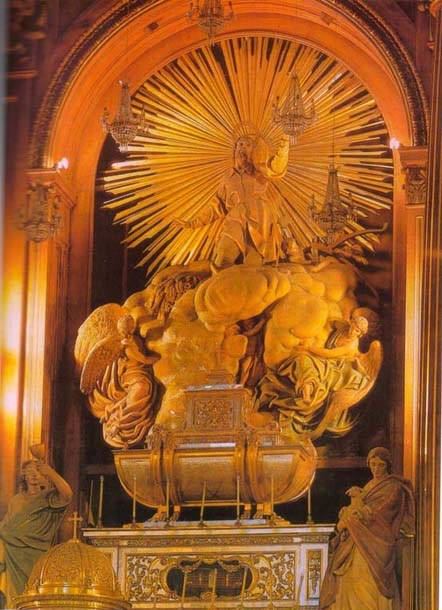
Arca d'argent amb les restes dels sants esposos (S. Isidro, Madrid)

A Catalunya, segons diu Joan Amades al Costumari català, era una de les patrones de les filadores, i la veneraven els vidriers que feien setrills. Era invocada per evitar que els setrills es trenquessin o vessessin l'oli, i era costum que el dia de la santa s'estrenessin o rentessin aquests atuells.